# HP 50g

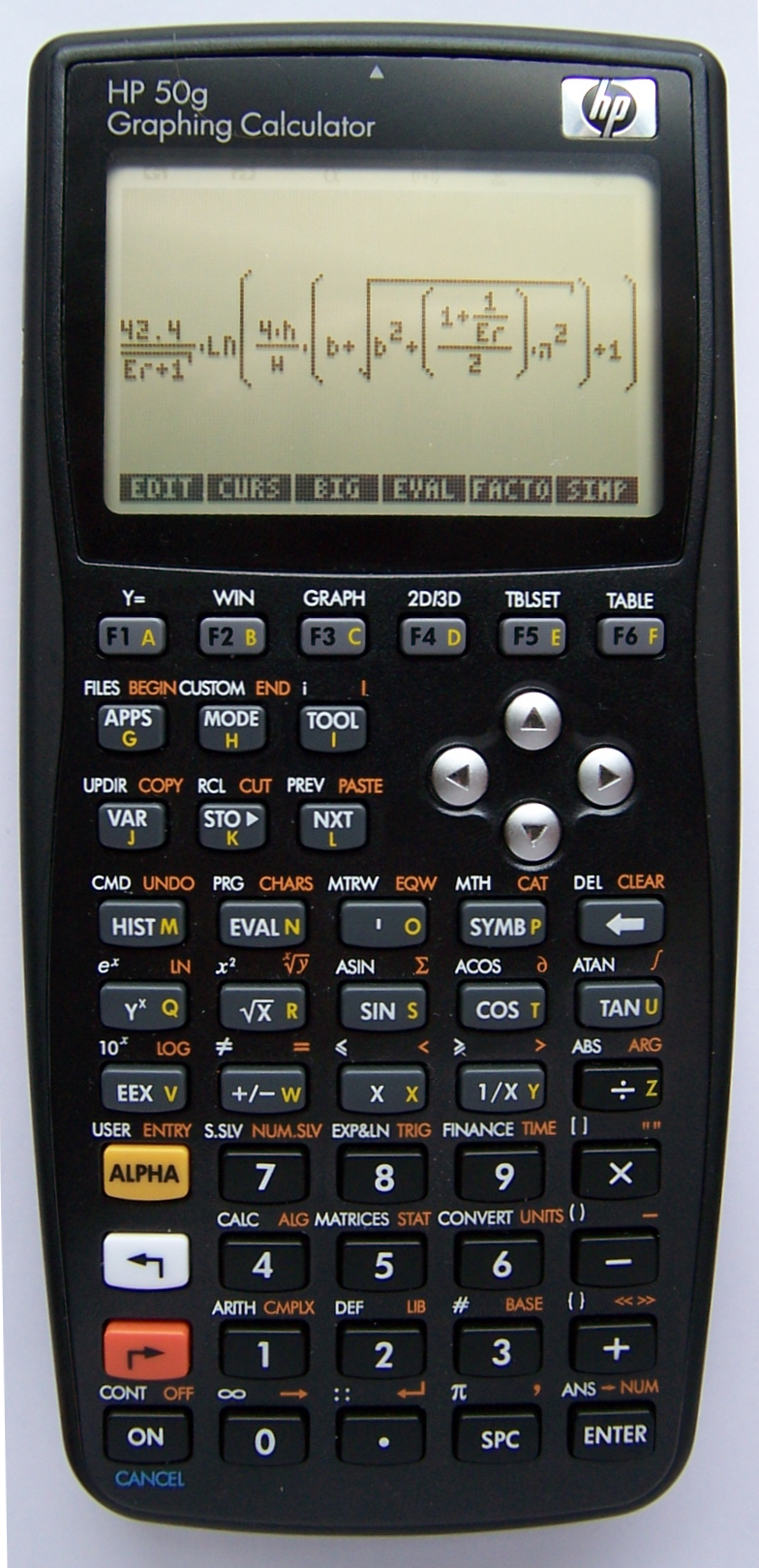
Calculadora gráfica HP 50g, com o editor de equações sendo usado

HP 50g é uma calculadora gráfica programável, que é utilizada em todas as áreas tecnológicas.
Com mais de 2.300 funções no sistema, a HP 50g é, assim como as calculadoras TI-89 series uma das mais capacitadas calculadoras do mercado.
Esta calculadora faz cálculos em modo algébrico e RPN, e realiza cálculos numéricos e simbólicos utilizando seu Sistema algébrico computacional (CAS).

## Programação
A HP 50g é uma calculadora programável e permite que se instalem programas para séries de cálculos repetitivos, equações e outros aplicativos.